# 최원종 (뮤지컬 배우)
최원종(1991년 8월 22일 ~ )은 대한민국의 뮤지컬 배우이다.

## 방송
- 더블 캐스팅 (2020) - Top44

## 공연
- 영웅 (2019)
- 웃는 남자 (2020)